# Fokker Technologies
Fokker Technologies is een Nederlandse fabrikant van vliegtuigonderdelen. Het is een deel van Fokker dat in 1996 failliet ging en een restant van het voormalige Fokker Aircraft.

## Geschiedenis
In 1996 kreeg de firma Stork de beschikking over Fokker Aviation (Elmo (elektronica), Fas (vliegtuigonderhoud) en Special Products) werd deze ondergebracht onder Stork Aerospace Group. In 2007 kwam Stork in handen van het private equity fonds Candover Partners. In 2009 wijzigde Stork de naam Stork Aerospace in Fokker Aerospace. Moedermaatschappij Candover Investments kwam vervolgens zelf in de problemen tijdens de kredietcrisis. Het kon geen investeringen meer doen en zag zich genoodzaakt alle fondsen in stappen te verkopen om de aandeelhouders af te kopen. Candover Partners werd in 2010 verkocht aan een groep ex-managers van Candover onder naam Arle Capital. Zij zouden zorgdragen voor de verkoop van de investeringsfondsen waaronder Stork viel.
Fokker Aerospace werd in 2011-2012 door Arle volledig losgekoppeld van het Stork-concern onder de naam Fokker Technologies, dat uit vier verschillende bedrijfsonderdelen bestond: Fokker Aerostructures (Papendrecht en Hoogeveen), Fokker Landing Gear (Helmond), Fokker Elmo (Hoogerheide) en Fokker Services (Hoofddorp). Fokker Technologies bouwt geen complete vliegtuigen, maar levert onderdelen aan vliegtuigenbouwers, zoals Lockheed Martin, Airbus, Boeing en Bombardier. Fokker is gespecialiseerd in het maken van onderdelen, elektrische systemen en landingsgestellen alsmede het onderhoud aan helikopters en vliegtuigen. Het bedrijf voert onder andere onderhoud uit aan vliegtuigen die door Fokker Aircraft zijn gebouwd.
In 2015 verkocht Arle Capital Fokker Technologies aan de Britse concurrent GKN Aerospace. dat op zijn beurt in 2018 werd overgenomen door de Britse Melrose Industries waarna Fokker zijn aandelen in het Belgische SABCA verkocht. In 2021 nam Panta Holdings de onderhouds- en servicebedrijven (in Hoofddorp) over. Die holding omvat ook het bedrijf Fokker Next Gen dat meermaals heeft geprobeerd om een vernieuwde versie van de Fokker 100 en 130 op de markt te brengen.
In maart 2022, net na de gemeenteraadsverkiezingen, maakte Fokker Technologies bekend dat de locaties in Hoogerheide en Helmond halverwege 2023 worden gesloten en de werkzaamheden worden overgebracht naar Papendrecht. Het personeel was er niet blij mee. In Helmond, dat 100 kilometer van Papendrecht verwijderd ligt, leidde het tot een wilde staking. De gemeente Papendrecht was in 2021 al op de hoogte van de plannen en steunde de verhuizing met een lening van €12 miljoen en investering van €4 miljoen uit eigen vermogen. Volgens Papendrecht was dat geen ongeoorloofde staatsteun.

### Problemen met de Amerikaanse overheid
Fokker leverde in de periode 2005–2010 Amerikaanse vliegtuigonderdelen aan Iran, Soedan en Birma. Dit was in strijd met de handelsembargo's van onder andere de VS tegen deze landen. Fokker Technologies probeerde voor 21 miljoen dollar te schikken met de Amerikaanse justitie, precies het bedrag dat het bedrijf met de zendingen had verdiend. Een Amerikaanse rechter, Richard J. Leon, vernietigde de schikking omdat er geen medewerkers van Fokker vervolgd waren en het onderzoek naar de overtredingen volledig door Fokker zelf uitgevoerd was. Van een formeel onderzoek naar Fokker was echter geen sprake, en daarom bleef de Amerikaanse justitie vasthouden aan de schikking.